# Señor de los Milagros (Moquegua)
El Señor de los Milagros es una denominación popular de Cristo Jesús, a quien se lo venera especialmente de esta manera en diferentes lugares del mundo. el lugar de donde proviene esta devoción es en Perú, un país donde la mayoría de la población es Cristiana Católica. El día central del Señor de los Milagros es el 18 y 28 de octubre, fiesta organizada por la misma Hermandad, mes en donde la fe de los peruanos se hace notar con distintas actividades, la procesión con la imagen del Cristo, alfombras florales, ferias costumbristas donde la gastronomía y el arte se hace presente, reuniendo una gran cantidad de fieles. Lima es el corazón de la fiesta, pues ahí nace la devoción, así como Lima, en diferentes ciudades del Perú es que la devoción al Cristo se hace presente. Particularmente en Moquegua se celebra con una serie de actividades que empiezan días antes de comenzar octubre. durante el mes la imagen del Señor suele recorrer más de 10 veces, siendo una de las procesiones con más días en todo el Perú. En Moquegua su día central es considerada el 18 de octubre, un día antes se hace toda una verbena con cantos, bailes, ferias y venta de artículos religiosos esperando las 12 para que revienten los castillos para iniciar el día central del Señor.